# Peter Wyngarde
Peter Wyngarde (Marseille, Franciaország, 1927. augusztus 23. – London, 2018. január 15.) brit színész.

## Filmjei

### Mozifilmek
- Dick Barton Strikes Back (1949)
- Nagy Sándor, a hódító (Alexander the Great) (1956)
- The Siege of Sidney Street (1960)
- Az ártatlanok (The Innocents) (1961)
- Night of the Eagle (1962)
- Himmel, Scheich und Wolkenbruch (1979)
- Flash Gordon (1980)
- Tank Malling (1989)

### Tv-filmek
- The Dybbuk (1952)
- Liebelei (1954)
- Jesus of Nazareth (1956)
- The Gambler (1956)
- The Widows of Jaffa (1957)
- A Tale of Two Cities (1957)
- Ordeal by Fire (1957)
- English Family Robinson (1957)
- BBC Sunday-Night Play (1962)
- Lucy in London (1966)
- Sherlock Holmes emlékiratai (The Memoirs of Sherlock Holmes) (1994)

### Tv-sorozatok
- BBC Sunday-Night Theatre (1950–1958, nyolc epizódban)
- Stage by Stage (1954, egy epizódban)
- Terminus (1955, egy epizódban)
- ITV Play of the Week (1955–1967, 11 epizódban)
- Nom-de-Plume (1956, három epizódban)
- Assignment Foreign Legion (1956, egy epizódban)
- Sword of Freedom (1957, egy epizódban)
- Jack Hylton's Monday Show (1957, egy epizódban)
- Overseas Press Club - Exclusive! (1957, egy epizódban)
- ITV Television Playhouse (1957, egy epizódban)
- General Electric Theater (1958, egy epizódban)
- Television World Theatre (1958, egy epizódban)
- The Adventures of Ben Gunn (1958, hat epizódban)
- Armchair Theatre (1958, 1962, két epizódban)
- Epilogue to Capricorn (1959, három epizódban)
- On Trial (1960, egy epizódban)
- One Step Beyond (1961, egy epizódban)
- Out of This World (1962, egy epizódban)
- About Religion (1962, egy epizódban)
- Rupert of Hentzau (1964, hat epizódban)
- R3 (1965, egy epizódban)
- Sherlock Holmes (1965, egy epizódban)
- Disneyland (1965, egy epizódban)
- Festival (1966, egy epizódban)
- The Man in Room 17 (1966, egy epizódban)
- The Baron (1966, egy epizódban)
- Bosszúállók (The Avengers) (1966–1967, két epizódban)
- Az Angyal kalandjai (The Saint) (1966–1967, két epizódban)
- Turn Out the Lights (1967, egy epizódban)
- Love Story (1967, egy epizódban)
- I Spy (1967, egy epizódban)
- The Revenue Men (1967, egy epizódban)
- The Troubleshooters (1967, egy epizódban)
- The Prisoner (1967, egy epizódban)
- The Champions (1968, egy epizódban)
- Különleges ügyosztály (Department S) (1969–1970, 28 epizódban)
- Jason King (1971–1972, 26 epizódban)
- Crown Court (1984, egy epizódban)
- Ki vagy, doki? (Doctor Who) (1984, négy epizódban)
- Hammer House of Mystery and Suspense (1984, egy epizódban)
- The Two Ronnies (1984, egy epizódban)
- Bulman (1985, egy epizódban)
- The Comic Strip Presents... (1988, egy epizódban)
- The Lenny Henry Show (1994, egy epizódban)

## További információ
- Peter Wyngarde az Internetes Szinkronadatbázisban (magyarul)
- Peter Wyngarde az Internet Movie Database-ben (angolul)
- Peter Wyngarde a Rotten Tomatoeson (angolul)